# ماریو برنتا
ماریو برنتا (ایتالیایی: Mario Brenta؛ زادهٔ ۱۷ آوریل ۱۹۴۲) کارگردان فیلم و فیلم‌نامه‌نویس اهل ایتالیا است.
از فیلم‌ها یا مجموعه‌های تلویزیونی که وی در آن‌ها نقش داشته است می‌توان به «بارانبوی کوهستان» اشاره نمود که در جشنواره فیلم کن ۱۹۹۴ حضور داشت.